# Traanzak
De traanzak is het meest bovenliggende verwijde uiteinde van de traanbuis. Het ligt ingebed in een diepe uitholling die gevormd wordt door het traanbeen en het bovenste uitstekende gedeelte van het bovenkaakbeen. Het verbindt de traankanalen, die traanvocht afwateren van het oppervlak van het oog, en de traanbuis, die dit traanvocht vervolgens afvoert naar de neusholte.

## Bouw
Een traanzak is ovaalvormig en 12 tot 15 millimeter lang. Het bovenste einde is gesloten en rond, terwijl het onderste eind doorloopt in de traanbuis. 

### Weefselleer
De binnenwand van de traanzak is, net als de traanbuis, bedekt met een zeldzaam soort dekweefsel dat meerlagig cilindrisch epitheel wordt genoemd. In dit dekweefsel bevinden zich slijm afscheidende slijmbekercellen die omringd worden door bindweefsel. 

## Afbeeldingengalerij

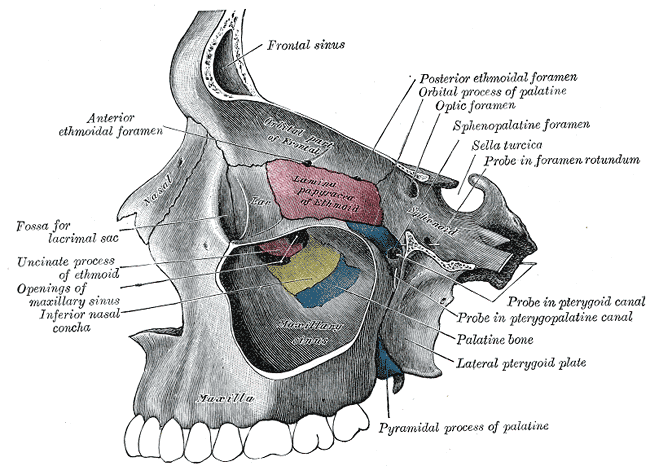
Middelste wand van de linkeroogkas.
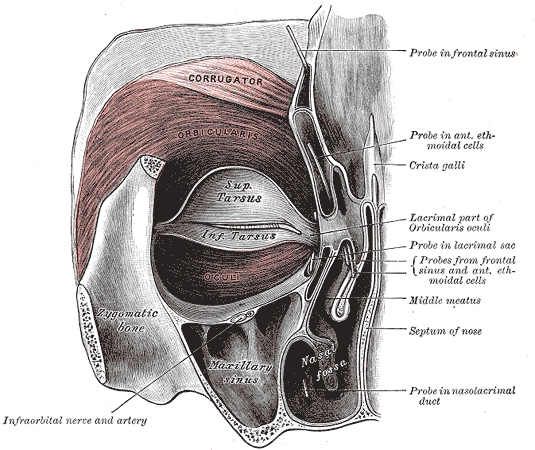
Linker oogkringspier, van achter bezien
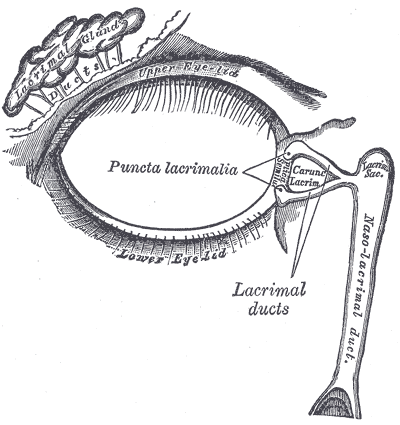
Het traanapparaat. Rechterkant. De traanzak is zichtbaar rechtsboven.
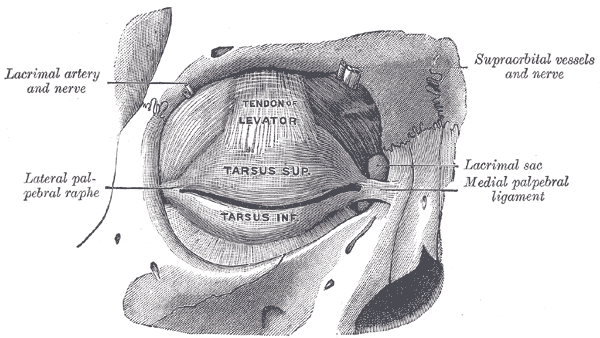
De tarsi van de ogen en de bijbehorende ligamenten. Voorzicht van het rechteroog. De traanzak is zichtbaar rechts van het midden.